# Melodramat macierzyński
Melodramat macierzyński – odmiana melodramatu filmowego, poruszająca tematykę związaną z macierzyństwem, kłopotami matek, ich uczuciami do dzieci i konfliktami rodzinnymi.
Podstawowymi modelami fabularnymi tego typu melodramatów są problemy mężatek, które utraciły dziecko z powodu własnych błędów i podejmowały próbę jego odzyskania (ostatecznie udaną dzięki ich poświęceniu lub heroicznemu czynowi) albo niezamężnych matek, walczących o odzyskanie dziecka, które urodziły w młodości i oddały obcym na wychowanie.
Gatunek ten zapoczątkował w kinie David Wark Griffith filmem Matczyne serce (1913).